# Sacramento Kings 1991-1992
La stagione 1991-92 dei Sacramento Kings fu la 43ª nella NBA per la franchigia.
I Sacramento Kings arrivarono settimi nella Pacific Division della Western Conference con un record di 29-53, non qualificandosi per i play-off.

## Roster
| N° | Naz.                   | Ruolo | Sportivo          | Anno | Alt. | Peso |
| -- | ---------------------- | ----- | ----------------- | ---- | ---- | ---- |
| 2  | Stati Uniti (bandiera) | G     | Mitch Richmond    | 1965 | 196  | 98   |
| 3  | Stati Uniti (bandiera) | G     | Randy Brown       | 1968 | 188  | 86   |
| 4  | Stati Uniti (bandiera) | G     | Spud Webb         | 1966 | 168  | 60   |
| 5  | Stati Uniti (bandiera) | G     | Stephen Thompson  | 1968 | 193  | 84   |
| 20 | Stati Uniti (bandiera) | G     | Bob Hansen        | 1961 | 198  | 86   |
| 20 | Stati Uniti (bandiera) | GA    | Dennis Hopson     | 1965 | 196  | 91   |
| 21 | Stati Uniti (bandiera) | G     | Carl Thomas       | 1969 | 193  | 79   |
| 22 | Stati Uniti (bandiera) | A     | Lionel Simmons    | 1968 | 201  | 95   |
| 23 | Stati Uniti (bandiera) | AC    | Wayman Tisdale    | 1964 | 206  | 109  |
| 24 | Stati Uniti (bandiera) | A     | Anthony Bonner    | 1968 | 203  | 98   |
| 31 | Stati Uniti (bandiera) | C     | Duane Causwell    | 1968 | 213  | 109  |
| 32 | Stati Uniti (bandiera) | AC    | Pete Chilcutt     | 1968 | 208  | 104  |
| 33 | Stati Uniti (bandiera) | G     | Jim Les           | 1963 | 180  | 75   |
| 42 | Stati Uniti (bandiera) | C     | Dwayne Schintzius | 1968 | 216  | 118  |
| 45 | Stati Uniti (bandiera) | AC    | Steve Scheffler   | 1967 | 206  | 113  |
| 51 | Stati Uniti (bandiera) | C     | Les Jepsen        | 1967 | 213  | 108  |

## Staff tecnico
- Allenatori: Dick Motta (7-18) (fino al 24 dicembre)[1], Rex Hughes (22-35)
- Vice-allenatori: Rex Hughes (fino al 24 dicembre), Mike Bratz (dal 24 dicembre)
- Preparatore atletico: Bill Jones